# Djuptjärnen (Svärdsjö socken, Dalarna, 673892-150031)
Djuptjärnen är en sjö i Falu kommun i Dalarna och ingår i Dalälvens huvudavrinningsområde.